# Сромув
Сромув (пол. Sromów) — село в Польщі, у гміні Коцежев-Полудньовий Ловицького повіту Лодзинського воєводства.
Населення — 176 осіб (2011).
У 1975-1998 роках село належало до Скерневицького воєводства.

## Демографія
Демографічна структура станом на 31 березня 2011 року:
|          | Загалом | Допрацездатний вік | Працездатний вік | Постпрацездатний вік |
| -------- | ------- | ------------------ | ---------------- | -------------------- |
| Чоловіки | 85      | 15                 | 57               | 13                   |
| Жінки    | 91      | 28                 | 45               | 18                   |
| Разом    | 176     | 43                 | 102              | 31                   |